# Nothofagus leonii
Nothofagus leonii är en tvåhjärtbladig växtart som beskrevs av Marcial Ramón Espinosa Bustos. Nothofagus leonii ingår i släktet Nothofagus och familjen Nothofagaceae. Inga underarter finns listade i Catalogue of Life.